# Підмостичі
Підмо́стичі — село в Україні, у Самбірському районі Львівської області. Населення 2001 р. становило 174 осіб (1928 р. проживало 223 осіб, серед яких 30 римо-католиків і 38 школярів). Орган місцевого самоврядування — Добромильська міська рада.

## Населення

### Мова
Розподіл населення за рідною мовою за даними перепису 2001 року:
| Мова       | Кількість | Відсоток |
| ---------- | --------- | -------- |
| українська | 173       | 99.43%   |
| білоруська | 1         | 0.57%    |
| Усього     | 174       | 100%     |

## Цікаві факти
- У Підмостичах розташована унікальна для Галичини церква-ротонда (на фото). Церква Святого Василія Великого побудована 1846 р. Храм належить до Української Греко-Католицької Церкви.

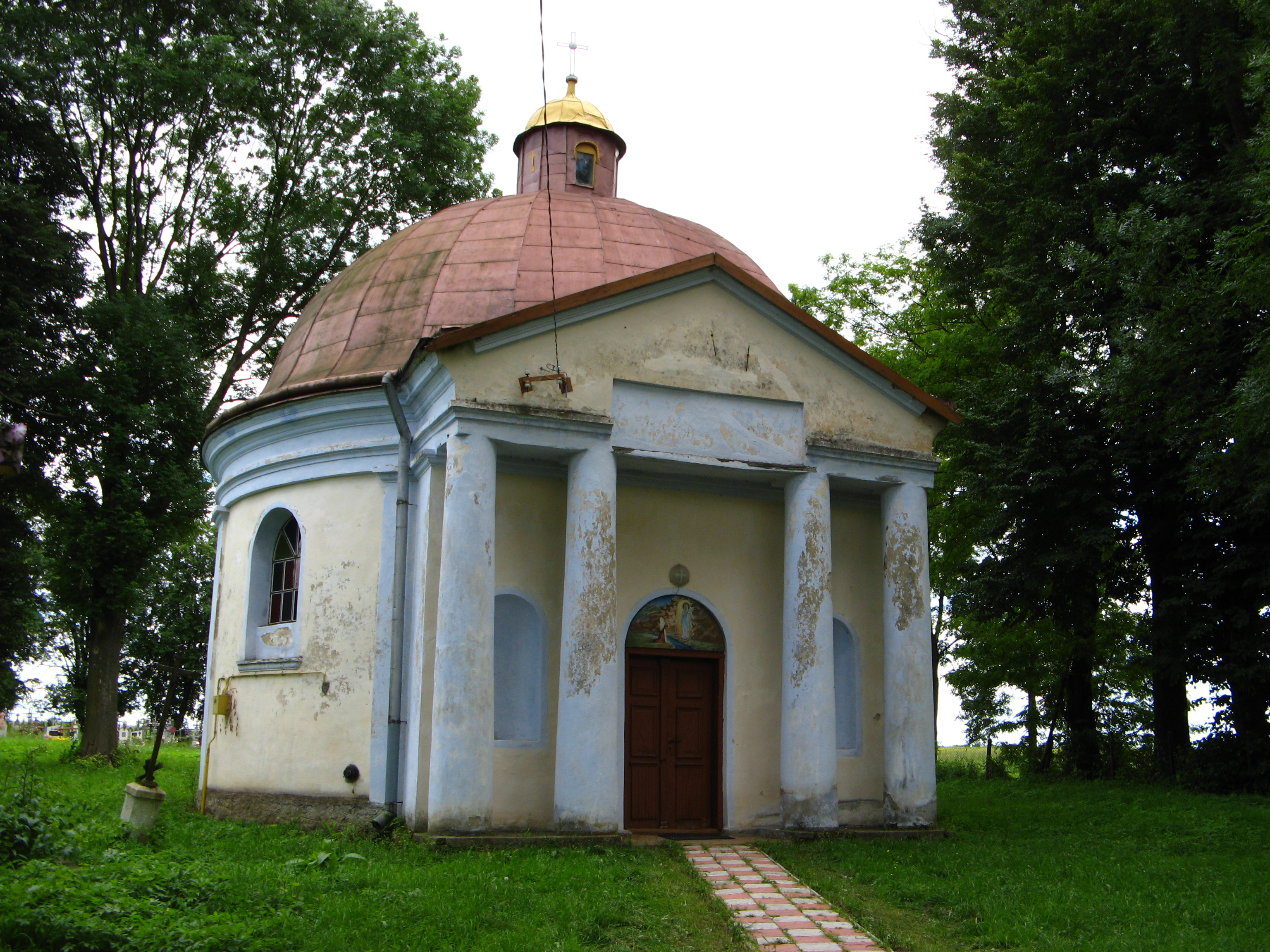
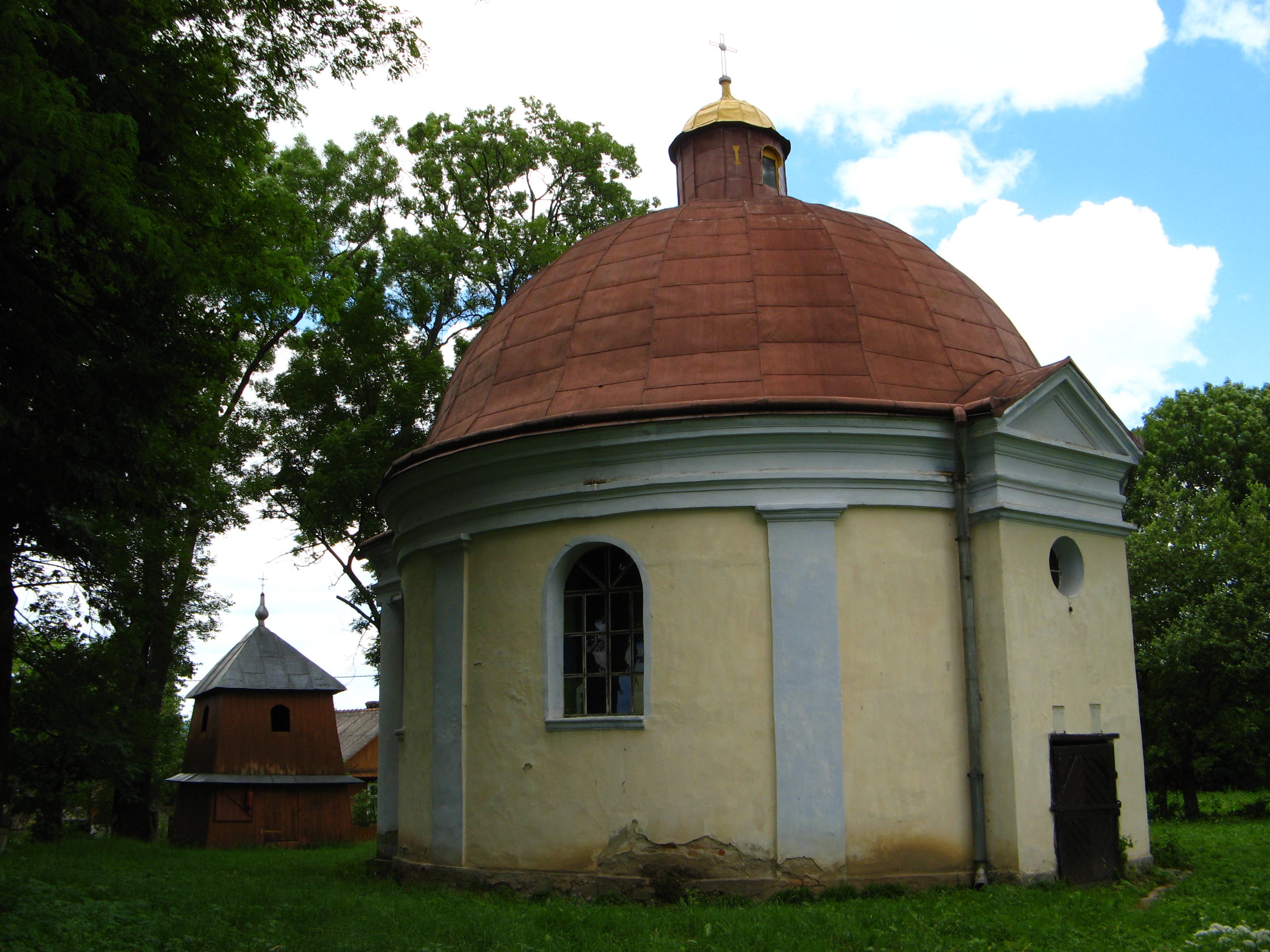

- Біля села на дорозі, що веде з Добромиля до Нижанковичів, на річні Вігор розташований автомобільний міст. Довжина мосту 52 м. Міст повністю залізний (лише настил дерев'яний), побудований 1937 року. Він унікальний тим, що є одним з небагатьох мостів, які вціліли у Галичині під час Другої світової війни. Не зруйнували його також великі повені, які нерідко бувають на Вігорі.

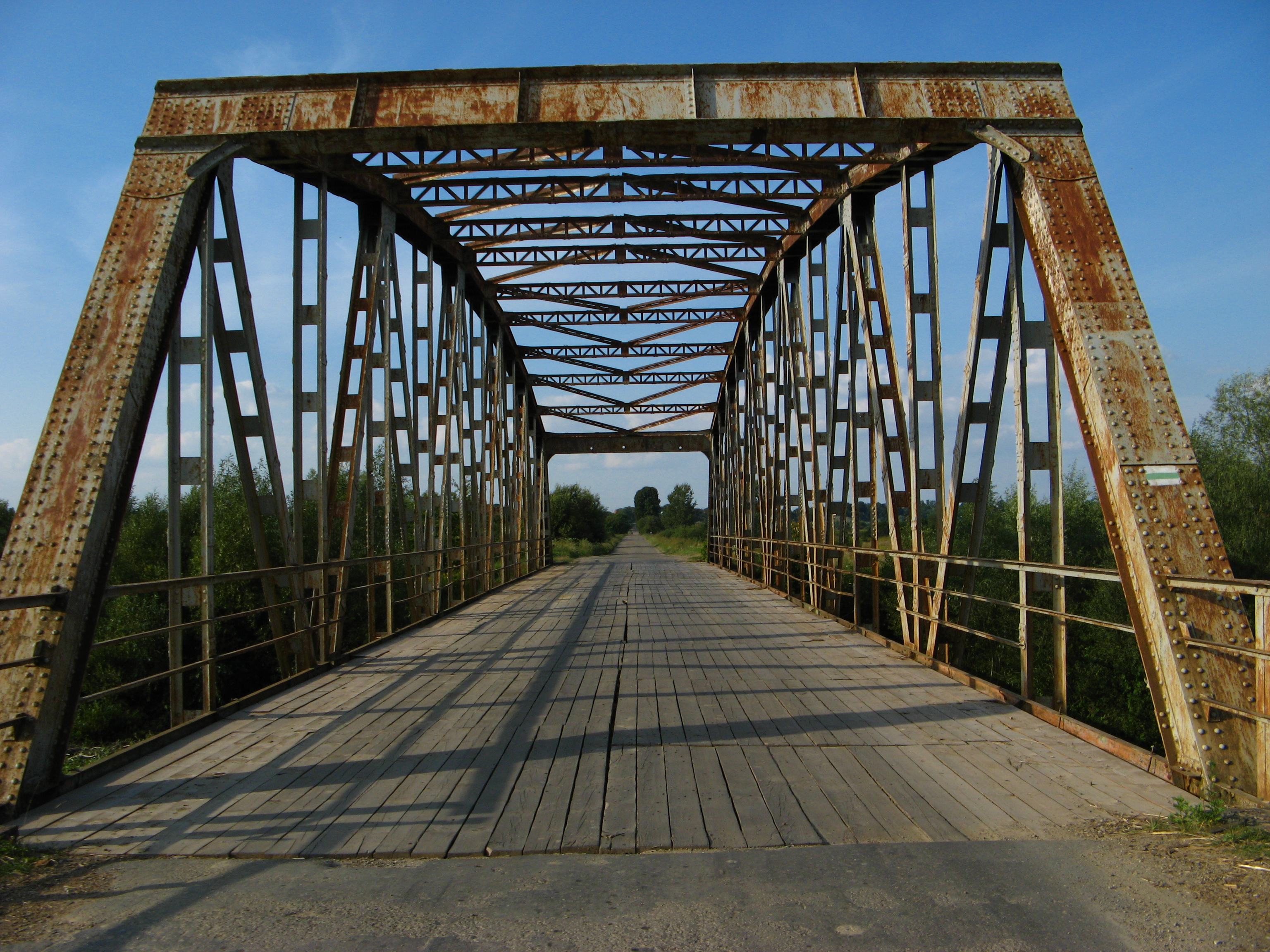
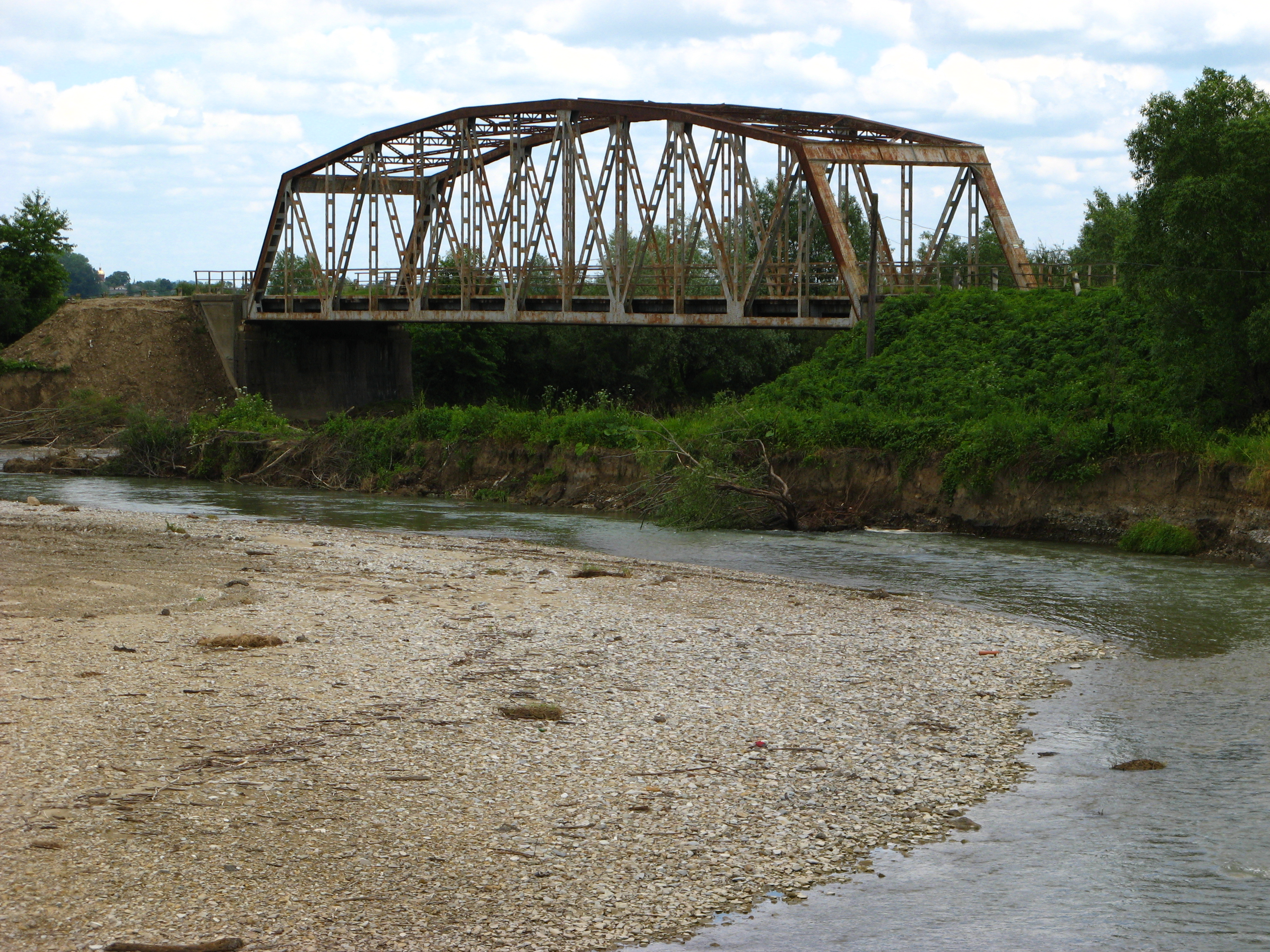

- Неподалік від мосту до 1990-х років стояв водяний млин. Перед війною він працював на воді, пізніше — на електроенергії. Нині від нього залишились лише фундаменти і частина млинівки. До Першої світової війни на його місці був інший млин, який мав аж три водяні колеса, кожне з яких крутило свій жорновий камінь.

Млин на три водяні колеса (малюнок В. І. Шагала)